# Bibcode
Bibcode – identyfikator używany w wielu astronomicznych systemach danych do oznaczania publikacji wymienianych w bibliografii. 
Bibcode został opracowany do stosowania w bazach danych SIMBAD oraz NASA/IPAC Extragalactic Database (NED), ale obecnie jest szerzej wykorzystywany, np. w NASA Astrophysics Data System. Kod ma stałą długość 19 znaków i jest w formacie:
YYYYJJJJJVVVVMPPPPA,
gdzie YYYY to czterocyfrowy rok odniesienia, JJJJJ jest kodem wskazującym, gdzie została wydana wymieniona publikacja. W przypadku czasopisma VVVV jest numerem woluminu, M oznacza część czasopisma, w której tekst został opublikowany (np. L dla działu listów), PPPP zawiera początkowy numer strony, a A jest pierwszą literą nazwiska pierwszego autora. Kropki (.) używane są do wypełnienia niewykorzystanych pół, tak by zachować oznaczenie o stałej długości.
Przykłady użycia bibcode:
| Bibcode:            |  | Pełny przypis: |
| 1974AJ.....79..819H |  | W. D. Heintz. Astrometric study of four visual binaries. „The Astronomical Journal”. 79, s. 819–825, 1974. DOI: 10.1086/111614. Bibcode: 1974AJ.....79..819H.                                                                            |
| 1924MNRAS..84..308E |  | A. S. Eddington. On the relation between the masses and luminosities of the stars. „Monthly Notices of the Royal Astronomical Society”. 84, s. 308–332, 1924. Bibcode: 1924MNRAS..84..308E.                                              |
| 1970ApJ...161L..77K |  | J. C. Kemp, J. B. Swedlund, J. D. Landstreet, J. R. P. Angel. Discovery of circularly polarized light from a white dwarf. „The Astrophysical Journal Letters”. 161, s. L77–L79, 1970. DOI: 10.1086/180574. Bibcode: 1970ApJ...161L..77K. |